# KSw 71
KSw 71 är en ensam stjärna belägen i den mellersta delen av stjärnbilden Lyran. Den har en skenbar magnitud av ca 12,92 och kräver ett kraftfullt teleskop för att kunna observeras. Den rör sig närmare solen med en heliocentrisk radialhastighet på ca -22 km/s.

## Egenskaper
KSw 71 är en orange till gul jättestjärna av spektralklass K0-2 IV-III. Den har en massa som är ca 0,83 solmassa, en radie som är ca 10,5 solradier och har en effektiv temperatur av ca 5 000 K.

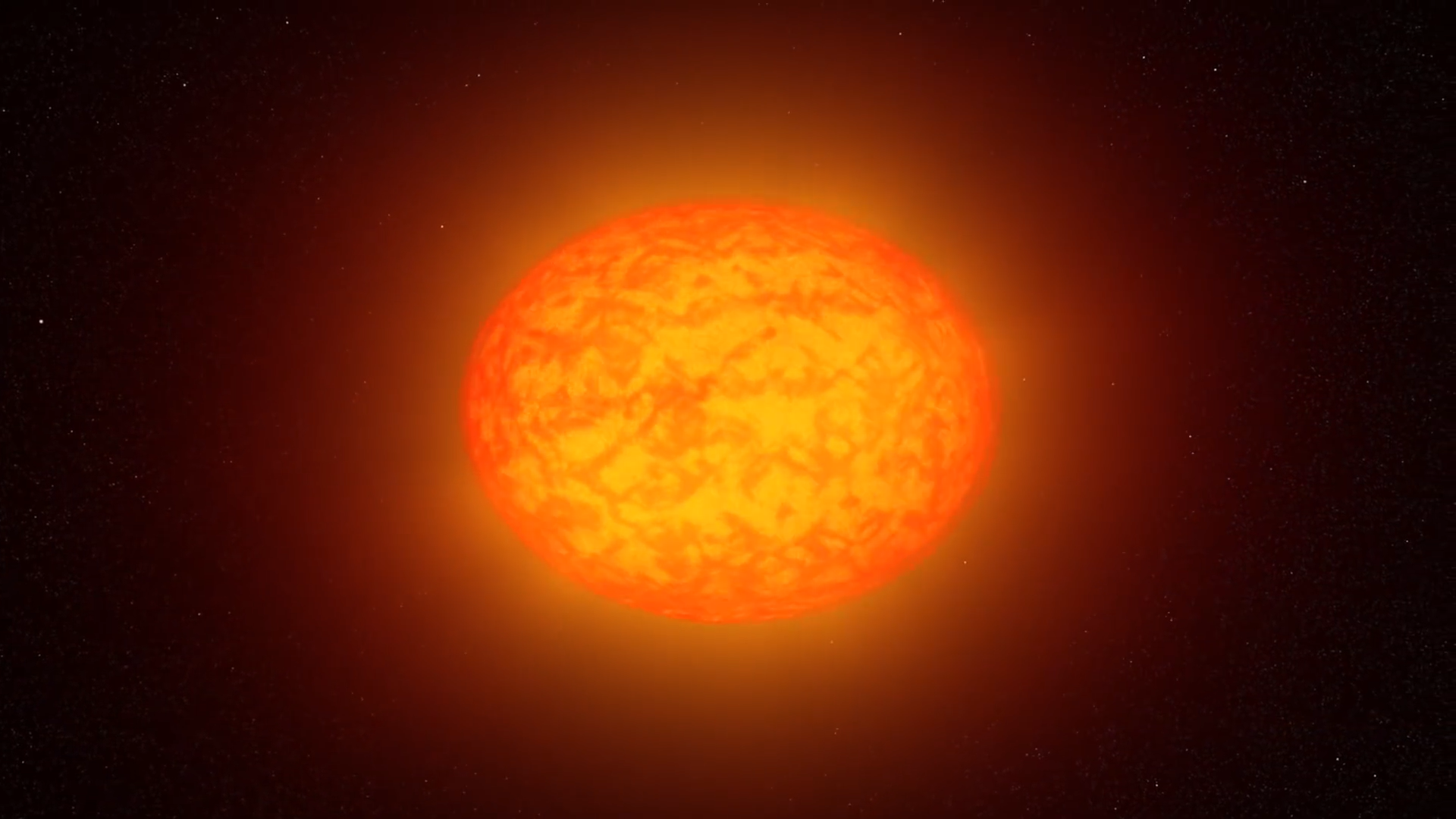
Konstnärens intryck av KSw 71

KSw 71 är en snabbt roterande stjärna som tros ha bildats efter att två stjärnor i en snäv dubbelstjärna slogs samman. Dess rotation har deformerat den till en platt sfäroid form. Stjärnan upptäcktes tillsammans med andra pumpaformade stjärnor av NASA:s Kepler- och Swift-uppdrag och avger röntgenstrålning med mer än 100 gånger de toppnivåer som observerats från solen. 18 "pumpa stjärnor" har upptäckts, inklusive denna.